# Takahisa Kitahara
Takahisa Kitahara (北原 毅之 Kitahara Takahisa?, nacido el  de 1990 en Kawagoe, Saitama) es un exfutbolista japonés. Jugaba de centrocampista y su único club fue el SC Sagamihara de Japón.

## Trayectoria

### Clubes
| Club          | País  | Año         |
| ------------- | ----- | ----------- |
| SC Sagamihara | Japón | 2012 - 2016 |

## Estadística de carrera

### J. League
| Club          | Año   | J. League | J. League | Copa J. League | Copa J. League | Total | Total |
| Club          | Año   | Part.     | Goles     | Part.          | Goles          | Part. | Goles |
| ------------- | ----- | --------- | --------- | -------------- | -------------- | ----- | ----- |
| SC Sagamihara | 2014  | 15        | 0         | -              | -              | 15    | 0     |
| SC Sagamihara | 2015  | 10        | 0         | -              | -              | 10    | 0     |
| SC Sagamihara | 2016  | 8         | 0         | -              | -              | 8     | 0     |
| Total         | Total | 33        | 0         | 0              | 0              | 33    | 0     |